# Hyundai Venue
La Hyundai Venue è un crossover di segmento B prodotto dalla casa automobilistica sud coreana Hyundai Motor Company a partire dal 2019.
Derivata dalla piattaforma della Accent, la Venue ha debuttato al salone di New York nell'aprile 2019.